# Jani Basho
Jani Basho (Pogradec, 1892 – Tirana, 1957) è stato un patriota, medico e militare albanese.

## Biografia
Nacque nel 1892 a Pogradec, nel vilayet di Manastir dell'Impero ottomano, da Kozma Basho (detto anche Kozmai o Komi) e Anastasia Kuteli Ekonomi come quinto di otto figli (tre maschi e cinque femmine). Dopo che il padre entrò in conflitto con un bey di Starovës, gli fu sequestrata la casa e la famiglia fu accolta da alcuni parenti. All'età di otto anni fu testimone dell'omicidio del padre presso il mulino dove lavorava a Selcë e Poshtme, venendo ferito al polpaccio; poche settimane dopo morì anche il fratello minore Thomo. Frequentò con ottimi risultati una scuola primaria a Pogradec, proseguendo gli studi presso il ginnasio in lingua greca di Manastir, dove fu tra i migliori studenti; nonostante le offerte di proseguire gli studi ad Atene, tornò a studiare per diplomarsi, sempre con ottimi risultati, al liceo in lingua turca di Manastir.
Terminati gli studi superiori, con l'aiuto del fratello Gjoka e di altri amici che si erano trasferiti ad Istanbul, si iscrisse alla Facoltà di Giurisprudenza dell'Università di Istanbul ma lo scoppio della seconda guerra balcanica nel 1913 lo fece desistere; proprio in quell'anno fu poi accusato di essere una spia greca e dopo esser stato catturato dai serbi a Ocrida fu condannato a morte ma riuscì a salvarsi grazie alla vittoria dei dibrani contro i serbi.
Nonostante la sua situazione economica, si iscrisse nel 1914 con una borsa di studio alla Facoltà di Medicina dell'Università di Vienna; durante gli studi universitari, fu presidente di una società studentesca formata dagli studenti albanesi a Vienna e fu caporedattore della rivista Djalëria, scrivendo numerosi articoli politici di stampo patriottico; nella società studentesca furono attivi anche Fuat Asllani, Gjovalin Gjadri e Ndoc Naraçi mentre alla rivista collaborarono, tra gli altri, Bajram Curri, Hasan Prishtina, Rexhep Mitrovica, Gjergj Pekmezi e Faik Konica. Sempre sul versante politico, fu tra i firmatari di una lettera di alcuni studenti albanesi indirizzata al Presidente statunitense Thomas Woodrow Wilson, chiedendogli protezione per l'Albania durante la conferenza di pace di Parigi del 1919, e di un successivo telegramma al Segretario della Società delle Nazioni James Eric Drummond affinché intervenisse a protezione dell'Albania durante la guerra di confine con la Jugoslavia. Completò gli studi nel 1921 e iniziò a lavorare da subito come chirurgo, in deroga alla legislazione austriaca che prevedeva per un neolaureato la necessità di aver lavorato in precedenza un altro paese. Tornò brevemente in Albania durane la parentesi del breve governo di Fan Noli nel 1924 per contribuire alla riorganizzazione del sistema sanitario albanese, per poi fare ritorno a Vienna dove si specializzò in medicina interna, chirurgia generale, ostetricia-ginecologia, oftalmologia e dermatologia, ottenendo il diritto di esercitare la professione all'Ospedale universitario.
Nel 1927 tornò a Tirana, dove diede un importante contributo al sistema sanitario del paese. Contribuì alla fondazione del Servizio sanitario militare, di una clinica ostetrica-ginecologica presso la futura Casa delle Foglie di Tirana (dove la regina Géraldine diede alla luce il figlio Leka Zogu) e dell'ospedale militare di Tirana nel 1928, di cui fu primo direttore fino al 1935.  Nel 1939 divenne direttore generale della sanità (ruolo precursore del Ministro della salute); fu inoltre medico personale di re Zog I, affetto da un'ulcera. Anche grazie a questo incarico, intorno al 1930-1931, sarebbe riuscito a convincere il re ad assegnare la cittadinanza albanese ad Albert Einstein, con l'obiettivo di proteggerlo dalle persecuzioni antisemite fornendogli un passaporto che gli avrebbe consentito di recarsi negli Stati Uniti d'America; Einstein avrebbe mantenuto i contatti con Basho dopo il suo esilio. La tesi secondo cui Einstein sarebbe stato "salvato" dalle persecuzioni naziste dagli albanesi è stata tuttavia contestata dall'Università Ebraica di Gerusalemme, che ne custodisce l'archivio, poiché non sarebbero noti documenti che la confermino; lo scienziato, inoltre, aveva un passaporto svizzero.
Dopo la liberazione dell'Albania dall'occupazione italiana e dalla successiva occupazione tedesca, la sua clinica di Tirana fu nazionalizzata e trasformata in sede della Sigurimi. Contrastato per le sue posizioni anti-sovietiche, ma mai punito ufficialmente come altri presunti oppositori del regime socialista, continuò a lavorare nell'Ospedale militare e nell'Ospedale Madre Teresa, contribuendo all'Istituto superiore di medicina, fondato nel 1952 e presso cui insegnò anatomia e ostetricia-ginecologia, oltre che alla Scuola di ostetricia di Tirana.
Morì nel febbraio 1957 a Tirana e fu poi sepolto a Pogradec.